# نتالي بلير
نتالي لويس بلير (بالإنجليزية: Natalie Louise Blair)‏ وهي ممثلة أسترالية ولدت في يوم 16 أبريل 1984 في مدينة بريزبان في كوينزلاند في أستراليا، مثلت دور كاميلا كامينيتي في المسلسل الأسترالي جيران.

## روابط خارجية
- نتالي بلير على موقع IMDb (الإنجليزية)
- نتالي بلير على موقع قاعدة بيانات الفيلم (الإنجليزية)